# 貨物輸送
貨物輸送（）は、モノ（貨物）を運ぶ、運輸業の一分野。対義語は旅客輸送。
Shippingという用語は、元々海上輸送をさすものであったが、アメリカ英語では陸送・航空も含むものに拡張された（国際英語ではCarriage）。Logistics（ロジスティクス、兵站）も軍事用語であったが、同様に貨物輸送として拡張された。
事業者は、自ら輸送手段を持って輸送する「実運送事業者」と、自らは実運送を行わない「貨物利用運送事業者（フォワーダー）」に大別される。

## 貨物の種類
- コンテナ全積載(FCL貨物) - コンテナ一本貸切輸送
- コンテナ積載量未満（LCL貨物）- コンテナ混載輸送

## 輸送手段

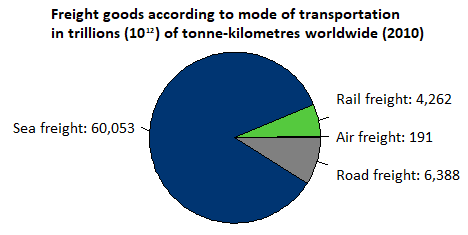
世界の貨物輸送手段シェア（2010年, トンキロ単位）

2015年には、全世界で 108 兆トンキロの貨物が輸送され、2050 年まで年間3.4%の増加が見込まれる。うち70% が海運、18% が道路、9% が鉄道、2% が内陸水路、航空便は0.25%未満であった。。

### 陸上
- 貨物自動車輸送
- 鉄道貨物輸送
  - 鉄道小荷物サービス（チッキ） - 現在は一部の私鉄を除き廃止

### 航空
- 飛行機輸送

### 海上
- 貨物船

### インターモーダル
船、鉄道、飛行機、トラック間を簡単に移動できるコンテナ化された貨物 (海上コンテナ) を特徴とする複合一貫輸送。

## 配送条件
国際商工会議所(ICC) が発行するインコタームズは、国際貿易で最も一般的に使用される用語の解釈として、世界中の政府、法的当局、実務家によって受け入れられている。一般的な用語には次がある。
- 本船甲板渡し条件（FOB）
- 運賃込み条件(CFR、C&F、CNF)
- 運賃・保険料込み条件(CIF)

### ドアツードア
ドアツードア (DTD, D2D) 輸送、クーリエ便とは、通常同じ輸送モードに留まり、複数の取引、積み替え、輸送を回避しながら、出発地 (POI) から目的地まで貨物を国内/国際的に輸送することを指す。
国際宅配便は、多くの海運会社が提供するサービスで、見積価格には全ての輸送・手数料・通関費などが含まれる。

## 日本の状況

日本の貨物輸送シェア推移

荷主調査による、日本の輸送手段別シェアは以下の通り。
輸送手段別シェア(2021年)

## 関連用語
貨物輸送に関連する用語。
- シッパー（英：Shipper）[4] - 「荷送人（シッパー）」は商品の発送に関わる当事者で、製品を製造し、直接取引を行う場合は売主、または商社を通す場合は商社となる。また、「荷送人」は運送契約の当事者であり、B/L面上に記載されている貨物の輸出者を指す。
- コンサイニー（英：Consignee）[5] - 「受託人・荷受人（コンサイニー）」は、運送人により貨物が送られ、到着する先の組織や個人として運送状に記載されている者。L/C決済の場合、銀行がCONSIGNEEになることもある。